# (14917) Taco
(14917) Taco (1994 AD11) – planetoida z pasa głównego asteroid okrążająca Słońce w ciągu 4,79 lat w średniej odległości 2,84 j.a. Odkryta 8 stycznia 1994 roku.